# العلاقات الكويتية التشادية
العلاقات الكويتية التشادية هي العلاقات الثنائية التي تجمع بين الكويت وتشاد.

## مقارنة بين البلدين
هذه مقارنة عامة ومرجعية للدولتين:
| وجه المقارنة                                              | الكويت        | تشاد                      |
| --------------------------------------------------------- | ------------- | ------------------------- |
| المساحة (كم2)                                             | 17.82 ألف     | 1.28 مليون                |
| عدد السكان (نسمة)                                         | 4.14 مليون    | 15.23 مليون               |
| الكثافة السكانية (ن./كم²)                                 | 232.32        | 11.9                      |
| العاصمة                                                   | مدينة الكويت  | انجمينا                   |
| اللغة الرسمية                                             | اللغة العربية | لغة فرنسية، اللغة العربية |
| العملة                                                    | دينار كويتي   | فرنك وسط أفريقي           |
| الناتج المحلي الإجمالي (بليون دولار)                      | 120.13 مليار  | 9.98 مليار                |
| الناتج المحلي الإجمالي (تعادل القوة الشرائية) بليون دولار | 290.53 مليار  | 30.54 مليار               |
| الناتج المحلي الإجمالي الاسمي للفرد دولار أمريكي          | 29.30 ألف     | 775                       |
| الناتج المحلي الإجمالي للفرد دولار أمريكي                 | 73.25 ألف     | 2.18 ألف                  |
| مؤشر التنمية البشرية                                      | 0.816         | 0.392                     |
| رمز المكالمات الدولي                                      | +965          | +235                      |
| رمز الإنترنت                                              | .kw           | .td                       |
| المنطقة الزمنية                                           | ت ع م+03:00   | ت ع م+01:00               |

## منظمات دولية مشتركة
يشترك البلدان في عضوية مجموعة من المنظمات الدولية، منها:
| علم المنظمة | اسم المنظمة                               | تاريخ انضمام الكويت | تاريخ انضمام تشاد |
| ----------- | ----------------------------------------- | ------------------- | ----------------- |
|             | منظمة التعاون الإسلامي                    | ?                   | ?                 |
|             | الاتحاد البريدي العالمي                   | ?                   | ?                 |
|             | يونسكو                                    | 18 نوفمبر 1960      | 19 ديسمبر 1960    |
|             | البنك الدولي للإنشاء والتعمير             | 13 سبتمبر 1962      | 10 يوليو 1963     |
|             | منظمة التجارة العالمية                    | ?                   | ?                 |
|             | وكالة ضمان الاستثمار متعدد الأطراف        | 12 أبريل 1988       | 11 يونيو 2002     |
|             | البنك الإفريقي للتنمية                    | ?                   | ?                 |
|             | الاتحاد الدولي للاتصالات                  | 14 أغسطس 1959       | 25 نوفمبر 1960    |
|             | منظمة الشرطة الجنائية الدولية             | ?                   | ?                 |
|             | مؤسسة التمويل الدولية                     | 13 سبتمبر 1962      | 2 أبريل 1998      |
|             | الأمم المتحدة                             | 14 مايو 1963        | 20 سبتمبر 1960    |
|             | مؤسسة التنمية الدولية                     | 13 سبتمبر 1962      | 7 نوفمبر 1963     |
|             | منظمة حظر الأسلحة الكيميائية              | ?                   | ?                 |
|             | المركز الدولي لتسوية المنازعات الاستشارية | 4 مارس 1979         | 14 أكتوبر 1966    |

## وصلات خارجية
- موقع وزارة الخارجية الكويتية